# Cattedrale di Santa Maria Assunta e San Benedetto abate
La cattedrale di Santa Maria Assunta e San Benedetto abate è la chiesa abbaziale dell'abbazia di Montecassino e la sede della cattedra dell'abate dell'omonima abbazia territoriale; ha il titolo di basilica minore.

## Storia
La prima chiesa fu costruita nel 529 da Benedetto da Norcia su un tempio pagano, e dedicata a San Martino. Nel IX secolo la chiesa fu devastata dai Longobardi e poi dai Normanni. Dopo la seconda fondazione da parte di Desiderio Abate, nel 1071 fu consacrata nuovamente da papa Alessandro II. Un terremoto del 1349 distrusse il monastero, definito "Cattedrale" nel 1321 da papa Giovanni XXII. Dopo la ricostruzione medievale, la Cattedrale fu notevolmente ampliata nel 1627, nel progetto attuale di Cosimo Fanzago.

### La basilica nel 1819
Breve sunto della descrizione fatta dall'abate Domenico Romanelli anteriore al 1819. L'estratto permette una panoramica circa la disposizione e l'elenco sommario delle opere all'interno dell'aula verosimilmente persistente fino al bombardamenti del 15/17/18 febbraio 1944, secondo conflitto mondiale. Preventivamente posti in salvo i più importanti cimeli bibliografici e l'archivio al completo, il secolare complesso di edifici fu ridotto ad un cumulo di rovine.
- Prima campata: Cappella di San Gregorio Magno. In un'urna sotto la mensa sono custoditi i resti mortali di San Simplicio e San Costantino Abati. Sull'altare è collocato il dipinto di Marco Mazzaroppi raffigurante San Gregorio Magno. Gli affreschi che illustrano episodi di vita di San Gregorio sono opere di Francesco de Mura, discepolo di Francesco Solimena.
- Seconda campata: Cappella di San Carlomanno. Sotto la mensa l'urna contenente i resti mortali di Carlomanno, fratello di Pipino il Breve. Sull'altare è collocato il quadro raffigurante San Zaccaria Papa veste Re Carlomanno con l'abito clericale di Francesco de Mura. Ai lati due dipinti ad olio di Jacopo Amigoni e lunette con affreschi di Francesco Solimena.
- Terza campata: Cappella di San Guinizzone e San Gennaro benedettini altrimenti detta della Santa Eucaristia o del Santissimo Sacramento. Nell'ambiente dipinti di Luca Giordano. Architettura interna progettata da Cosimo Fanzago, custodia in rame dorato realizzata su disegno di Nicola Salvi.
- Quarta campata: Cappella di San Bertario. Ambiente dedicato all'abate cassinese, sepolto in un'urna sotto la mensa. Sull'altare il quadro raffigurante il Martirio di San Bertario, opera di Raffaele Vanni fiorentino. Dipinti raffiguranti episodi della vita del santo opere di Francesco de Mura, i bozzetti illustrano[3] il Giudizio di Salomone, Tributo della Moneta, l'Abate Bertario riceve Lotario, la Comunione di Lotario, Bertario ricostruisce Cassino, I sacerdoti si purificano prima di offrire sacrifici, Gregorio detta i Dialoghi.
- Porta del Capitolo. Bassorilievo marmoreo raffigurante la Vergine attorniata da due angeli, dipinto Davide che suona l'Arpa dinanzi l'Arca del Signore opera di Francesco de Mura, Martirio di Sant'Andrea apostolo di Marco Mazzaroppi. Nell'ambiente cinque medaglioni recano le effigi di monaci benedettini, opere di Paolo de Matteis.

Navata sinistra:
- Prima campata: Cappella dell'Arcangelo San Michele. Sull'altare il dipinto San Michele Arcangelo di Luca Giordano. Tobia di Paolo de Matteis lato epistola, Daniele profeta di Nicola Malinconico lato vangelo, lunette con storie di Giacobbe e Agar di Francesco de Mura.
- Seconda campata: Cappella di San Giovanni Battista. Sull'altare il dipinto Battesimo del Redentore di Francesco Solimena. Predicazione del Battista di Sebastiano Conca lato epistola, Nascita del Battista di Sebastiano Conca lato vangelo, lunette con storie del Precursore di Francesco Solimena, i bozzetti illustrano[3] il Festino di Erode e la Decollazione del Battista.
- Terza campata: Cappella di Sant'Apollinare. Ambiente dedicato all'abate di Montecassino, un'urna ospita i resti mortali sotto l'altare. Tutte le pitture sul santo sono opere di Luca Giordano.
- Quarta campata: Cappella di San Vittorio III. Desiderio da Montecassino, abate di Montecassino, un'urna sotto l'altare custodisce i resti mortali. Tutte le pitture sul santo sono opere di Luca Giordano.
- Porta della Sacrestia. Bassorilievo raffigurante il Salvatore. Dipinto raffigurante le Cerimonie e lavacri degli antichi Sacerdoti di Francesco de Mura. Dipinto raffigurante San Benedetto e i capi degli ordini religiosi di Marco Mazzaroppi.

Presbiterio rialzato:
Altare maggiore eseguito in stile michelangiolesco da Cosimo Fanzago con marmi e pietre semipreziose custodisce le sepolture di San Benedetto e Santa Scolastica. Mausoleo lato epistola di Guido Fieramosca, barone di Mignano e fratello di Ettore Fieramosca, opera di Giovanni Merliano da Nola. Mausoleo lato vangelo di Pietro dei Medici, figlio di Lorenzo il Magnifico e fratello di Papa Leone X, monumento funebre opera di Francesco da Sangallo fiorentino.
- Absidiola lato epistola: Cappella dell'Assunta. Ambiente impreziosito coi dipinti l'Assunzione della Vergine, Immacolata Concezione, Annunciazione, di Paolo De Matteis, autore di parte degli affreschi dei catini delle absidiole minori con Francesco de Mura. Sei busti marmorei e pavimento ad arabesco.
- Absidiola lato vangelo: Cappella del Redentore. Dipinti di Sebastiano Conca, i bozzetti illustrano[3] Lavanda dei piedi, Deposizione, Gesù nell'orto, Flagellazione, e affreschi di Francesco de Mura.

Coro con quadri di Francesco Solimena: San Rachisio re dei Longobardi, San Mauro, Tertullo patrizio, Martirio di San Placido. Nella volta le pitture di Carlo di Lorena e Giuseppe Cesari, cavalier d'Arpino. Organo Cesare Catarinozzi. Cupola affrescata da Belisario Corenzio con raffigurazioni della Morte di San Benedetto, l'Ascesa al Cielo, i Santi della Regola, la Gloria di San Benedetto. Nei pennacchi le Virtù teologali di Giuseppe Cesari, cavalier d'Arpino, e decori presso finestre e finestroni.
Nella controfacciata è riprodotto l'affresco raffigurante la Consacrazione della Chiesa Cassinese da parte di papa Alessandro II nel 1071 di Luca Giordano. Nella lunetta a destra San Benedetto scaccia il demonio raffigurato mentre mette in fuga il maligno con un segno di croce che gli impediva di smuovere un sasso, a sinistra San Benedetto spegne un incendio raffigurante il patriarca che smorza le fiamme sviluppatesi nella cucina del monastero. Cinque quadri con episodi di vita di San Benedetto di Luca Giordano sono presenti nella navata centrale, i bozzetti illustrano San Benedetto che piange per la distruzione di Montecassino, Benedetto e Totila, Miracolo della farina, Desiderio in preghiera, Benedetto libera lo schiavo, Desiderio rinuncia alle insegne papali, Benedetto indica il seggio abbaziale a Desiderio, Benedetto sulla navicella di Pietro, Vestizione di un monaco. Nelle vele sono riprodotte le Virtù monastiche. Presso le finestre sono raffigurati venti ritratti di pontefici appartenenti all'Ordine. E ancora Sebastiano Conca con l'Ultima comunione di San Benedetto, Paolo De Matteis coi cicli di affreschi delle dieci semicupole e altri quadri per il Capitolo, i bozzetti illustrano Tobiolo unge gli occhi del padre, Assunzione della Vergine, Consacrazione dell'Abbazia nel 1727 non eseguito. San Mauro guarisce gli infermi, Vestizione di Re Ratchis di Francesco Solimena.
Sacrestia:
Locale ampio, nella volta è raffigurata la Lavanda de' piedi con ovali e medaglioni di Sebastiano Conca. Nell'ambiente sono presenti splendidi armadi e ricchissimi reliquiari.
Cripta:
L'ambiente ipogeo presenta pitture di Marco da Siena. Al centro la Cappella di San Benedetto con dipinto di Marco Mazzaroppi raffigurante San Benedetto. Ai lati la Cappella di San Mauro con dipinto di Paolo de Matteis e la Cappella di San Placido con dipinto di Sebastiano Conca.»

### Epoca contemporanea

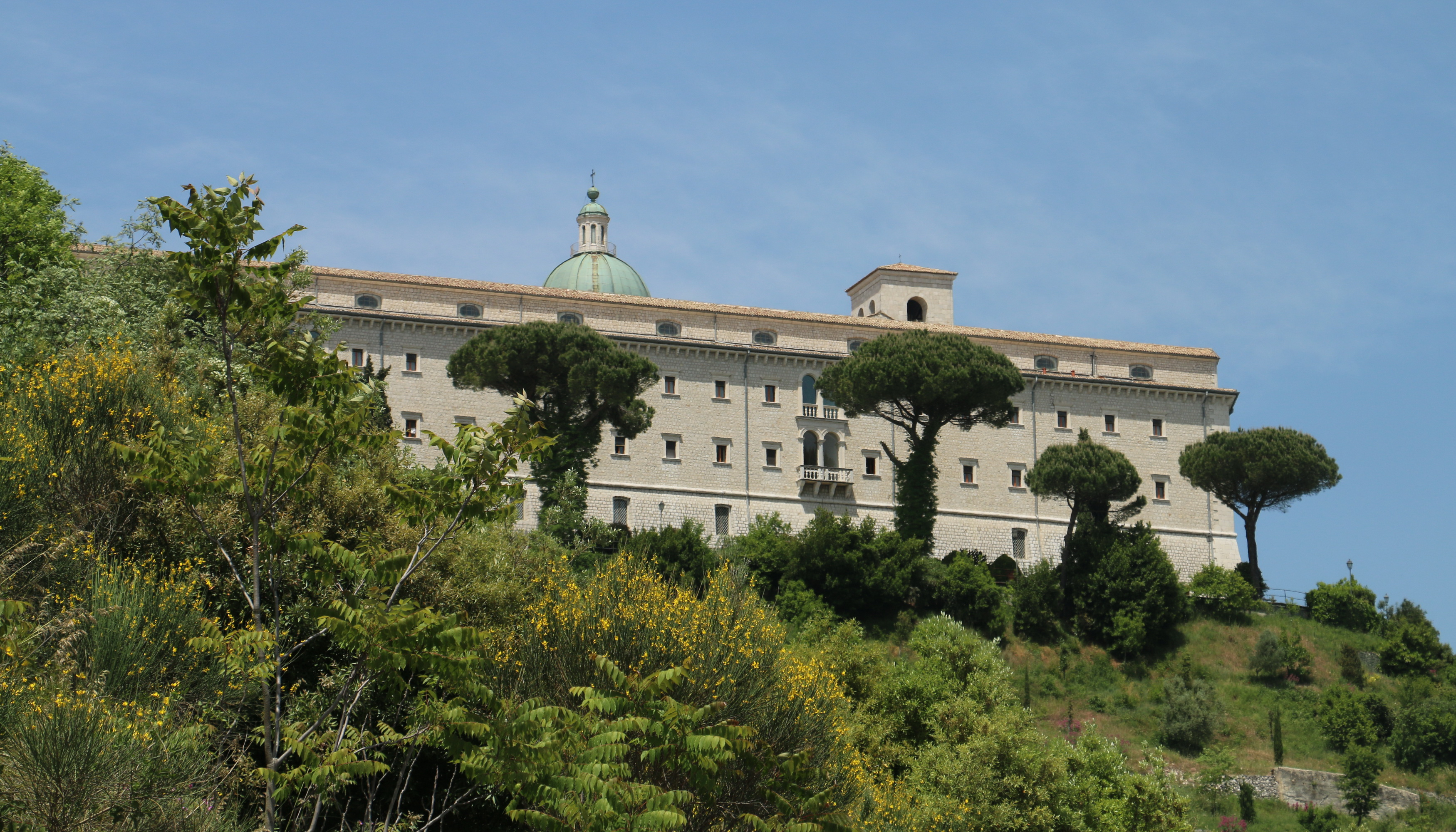
Veduta dell'abbazia con la cupola della cattedrale.

Nel 1944 la basilica, unitamente al resto dell'abbazia, fu completamente rasa al suolo nell'ambito della famosa battaglia di Montecassino. Si decise, terminato il conflitto, di ripristinarla "com'era e dov'era", sotto la guida dell'ingegnere Giuseppe Breccia Fratadocchi. Gli interni oggi appaiono come si dovevano presentare prima dello sciagurato bombardamento, anche se l'apparato decorativo risulta tuttora incompleto e in fase di completamento.
La cattedrale venne consacrata da papa Paolo VI sabato 24 ottobre 1964, in occasione della festività dell'arcangelo Raffaele. Ha successivamente ricevuto la visita di due pontefici: quella di Giovanni Paolo II il 20 settembre 1980 e quella di Benedetto XVI il 24 maggio 2009.

## Descrizione

### Esterno

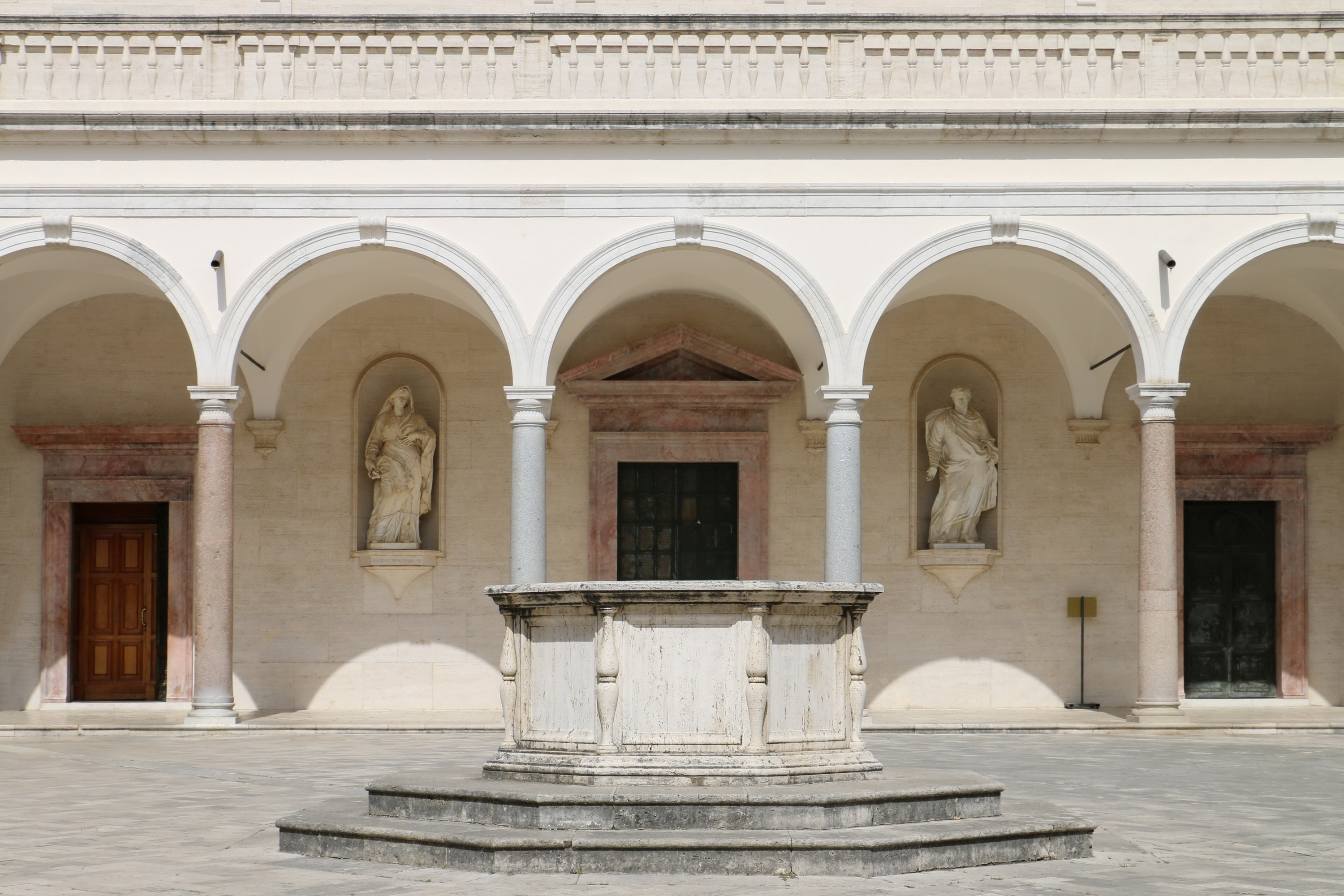
I portali e il nartece

L'esterno della cattedrale di Santa Maria Assunta e San Benedetto abate è caratterizzato dalla facciata, preceduta da un quadriportico.
Il prospetto è a salienti, e segue l'andamento della struttura interna della chiesa, con due volute, terminanti con pinnacoli, che raccordano la parte corrispondente le navate laterali a quella della navata centrale; quest'ultima, nella quale si apre un finestrone rettangolare, termina con un timpano triangolare, il cui frontone è decorato da un bassorilievo con al centro lo stemma abbaziale privo di particolari decorazioni che invece caratterizzano l'interno della chiesa.
L'accesso alla chiesa è costituito da tre portali che danno sul nartece, quest'ultimo, come gli altri tre bracci del quadriportico, coperto con volte a crociera e sorretto da colonne tuscaniche; i battenti bronzei della porta centrale risalgono all'epoca in cui fu abate Desiderio (XI secolo), mentre quelli delle due porte laterali, con scene della vita di San Benedetto e delle distruzioni dell'abbazia di Montecassino, vennero donate dal presidente della Repubblica Italiana Luigi Einaudi.

### Interno

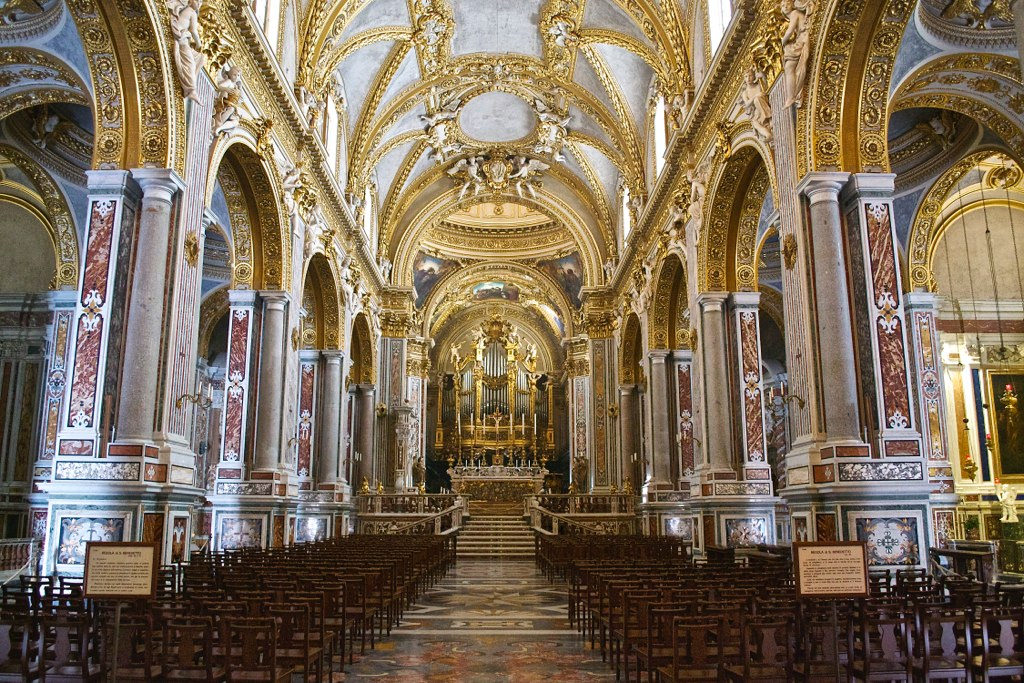
Interno

L'interno della cattedrale di Santa Maria Assunta e San Benedetto abate presenta una pianta a croce latina.
L'aula si articola in tre navate, con le due laterali più basse e strette di quella centrale, alla quale si raccordano tramite archi a tutto sesto poggianti su colonne tuscaniche intervallate a lesene corinzie; mentre la navata maggiore è coperta con volta a botte lunettata decorata da stucchi, la volta di ciascuna campata delle navatelle è costituita da una cupoletta senza tamburo, né lanterna. Durante il bombardamento sono andati irrimediabilmente perduti gli affreschi di Luca Giordano che decoravano l'aula.
Fra le cappelle che si aprono lungo le navate laterali, di notevole importanza quella del Santissimo Sacramento, lungo la navata di destra, il cui tabernacolo è ancora quello originario del XVIII secolo, opera di Nicola Salvi.
La crociera, interamente occupata dall'area presbiterale, è coperta da una cupola con tamburo e lanterna, con la calotta decorata da affreschi di Pietro Annigoni (1977) raffiguranti la Visione di San Benedetto, la Morte di Santa Scolastica e la Morte di San Benedetto; dello stesso autore è la Gloria di San Benedetto (1979) che occupa l'intera controfacciata. Il presbiterio è preceduto sul lato anteriore da una scalinata con balaustra; sulla sinistra si trova la cattedra abbaziale, il cui schienale presenta un intarsio marmoreo floreale; al centro, invece, vi è l'altare maggiore in marmi policromi, ricostruito utilizzando quasi esclusivamente le parti secentesche di Cosimo Fanzago sopravvissute al bombardamento del 1944. Sulla parte posteriore del manufatto vi è un'apertura all'interno della quale sono custodite le reliquie di San Benedetto e Santa Scolastica, poste sotto la mensa.
La profonda abside rettangolare, lungo la quale vi sono gli stalli lignei del coro disposti su due ordini, è decorata sulla volta e sulle pareti da affreschi di Sergio Favotto raffiguranti eventi salienti della storia dell'abbazia di Montecassino.

### Organo a canne

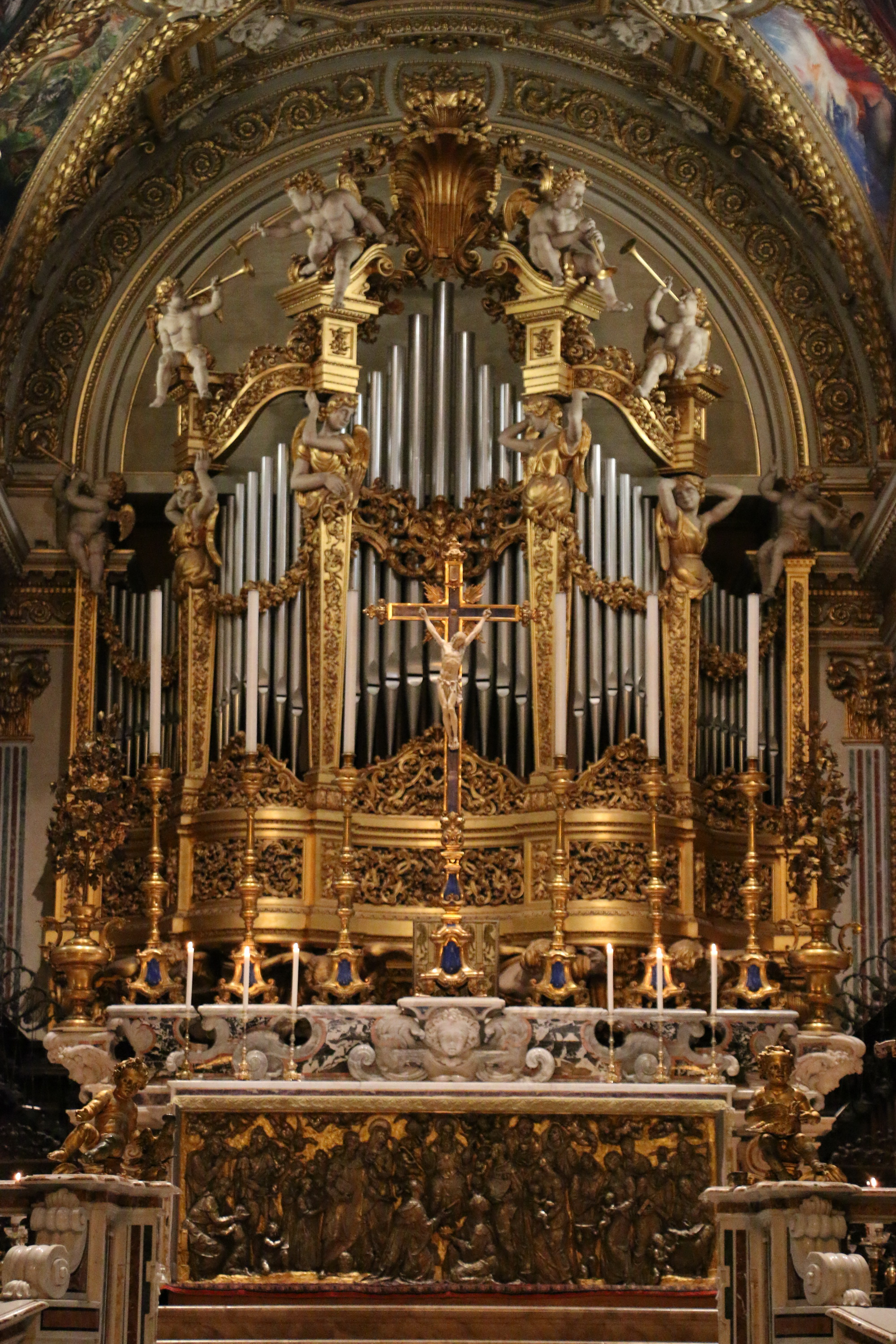
L'altare maggiore e l'organo a canne

Nell'abside della cattedrale si trova l'organo a canne Mascioni opus 693, costruito in sostituzione del precedente strumento, costruito nel 1696 dal sublacense Cesare Catarinozzi e successivamente ampliato da Quirico Gennari da Ancona nel 1830 e Pietro di Benedetto Saracini da Alvito nel 1880, quindi modificato e riformato da Pacifico Inzoli da Crema nel 1913.
L'organo attuale, venne commissionato nel 1953 e inaugurato nel 1957, su progetto dello stesso Vincenzo Mascioni, di Ferruccio Vignanelli (fratello di Padre Francesco, realizzatore materiale della cassa d'organo) e di Padre Luigi De Sario.
Lo strumento è a trasmissione elettrica e si articola in due corpi distinti:
- quello principale è situato su un'apposita cantoria posta a ridosso della parete fondale dell'abside, al di sopra degli stalli lignei del coro, racchiuso da una fastosa cassa in stile neobarocco, ricostruita ispirandosi a quella antica, con anomala mostra a cinque campate anziché a tre;
- quello corale, nell'abside, con relativa sezione del pedale.[9]

La consolle, mobile indipendente, è situata a pavimento nell'abside, alle spalle dell'altare maggiore, e dispone di cinque tastiere di 61 note ciascuna e pedaliera concavo-radiale di 32 note, con placchette a bilico per l'azionamento degli annullatori, delle unioni, degli accoppiamenti e dei registri, questi ultimi in totale 82.

### Cripta
L'unico luogo rimasto indenne dai bombardamenti alleati è il lungo corridoio stellato che conduce alla cripta. Completamente decorata a mosaico, fu realizzata nel 1544 scavando nella viva roccia della montagna.
Tre sono gli ambienti che si trovano, anch'essi ripristinati in parte nel dopoguerra: una cappella centrale contenente le statue di San Benedetto e Santa Scolastica realizzate nel 1959, la cappella di San Mauro e la cappella di San Placido. Le reliquie dei due santi non sono in verità conservate nei sarcofagi presenti in cripta ma nell'altare maggiore della cattedrale.

## Galleria d'immagini

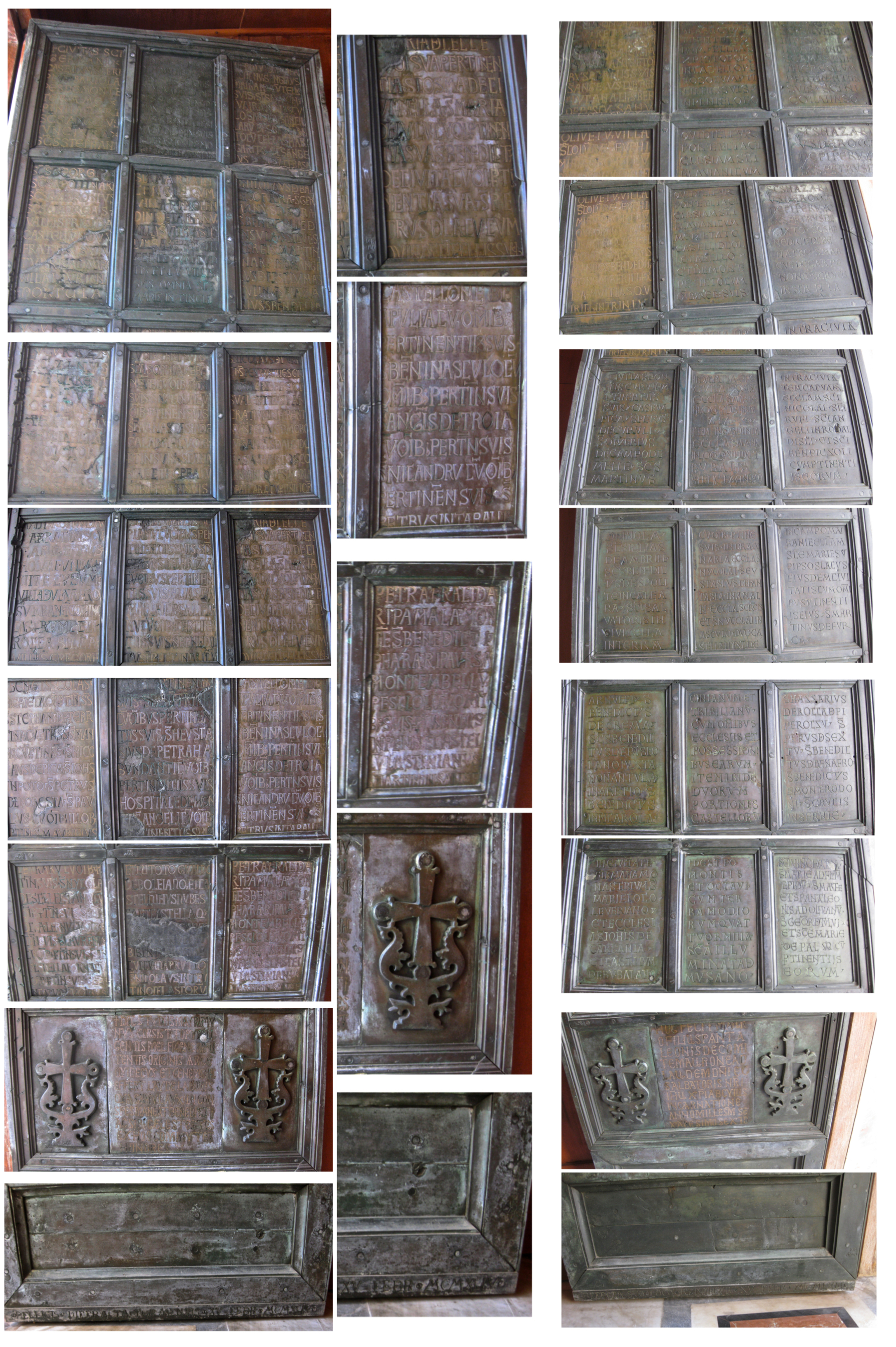
Battenti bronzei del portale centrale
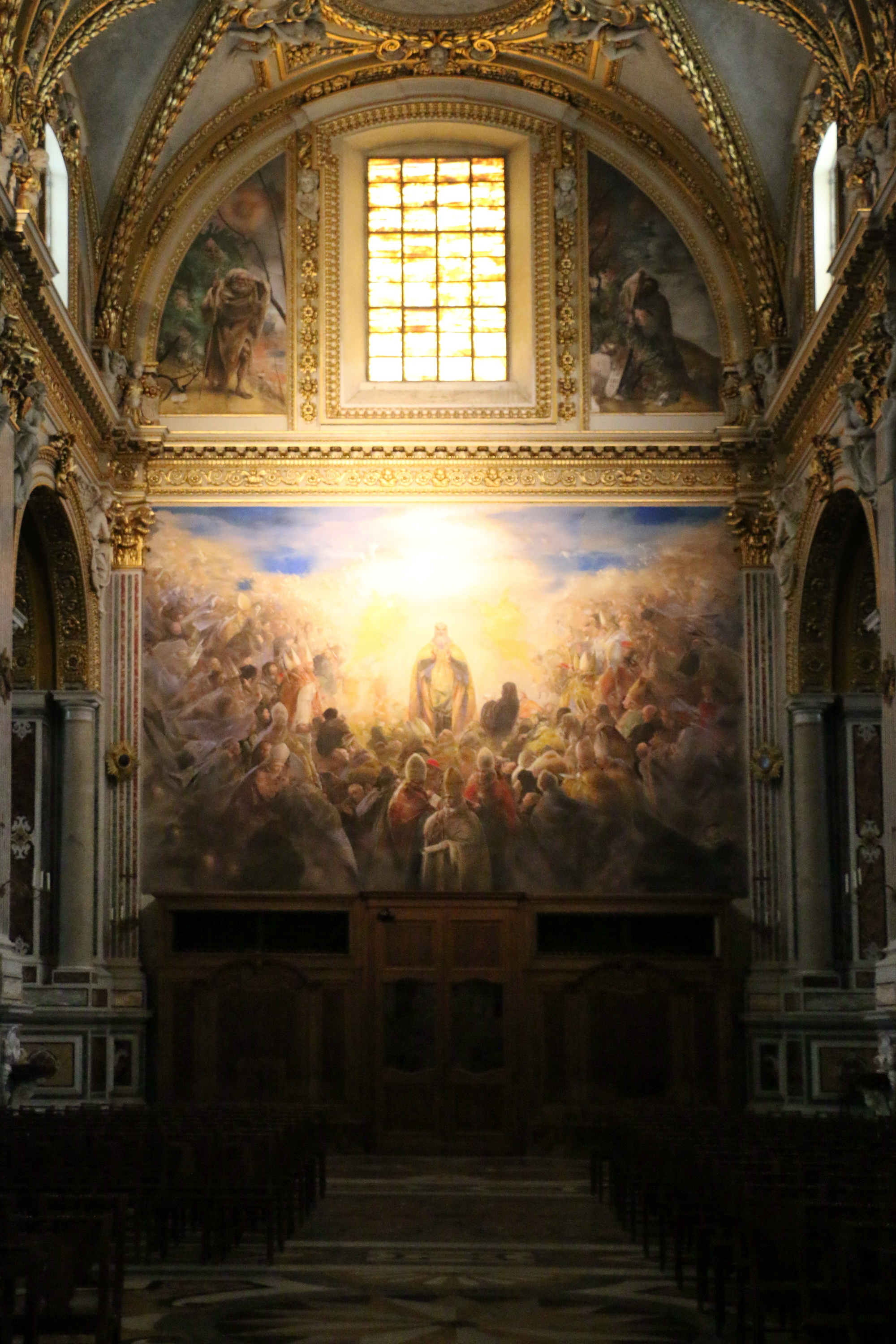
Gloria di San Benedetto di Pietro Annigoni (1977)
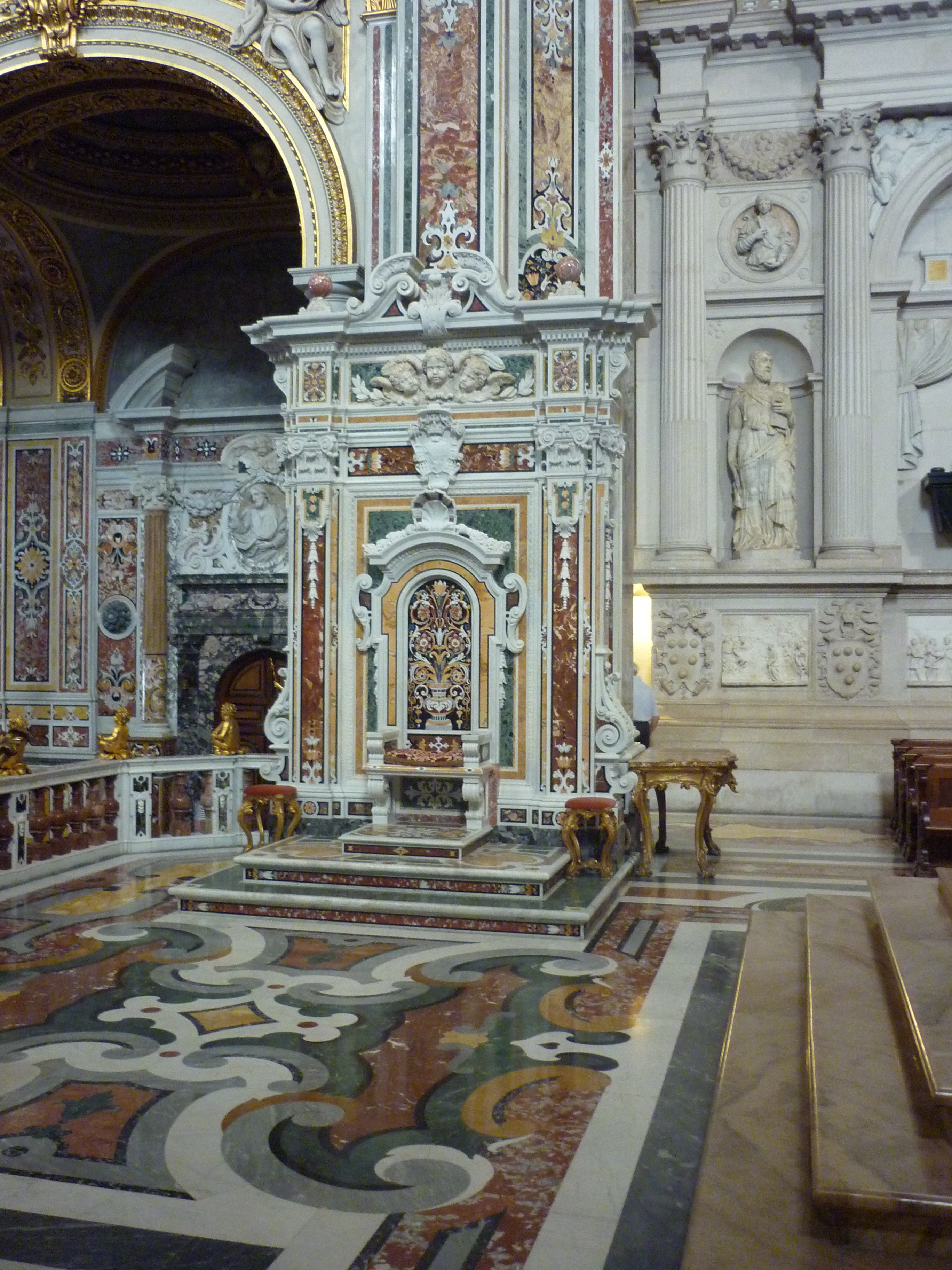
Cattedra abbaziale
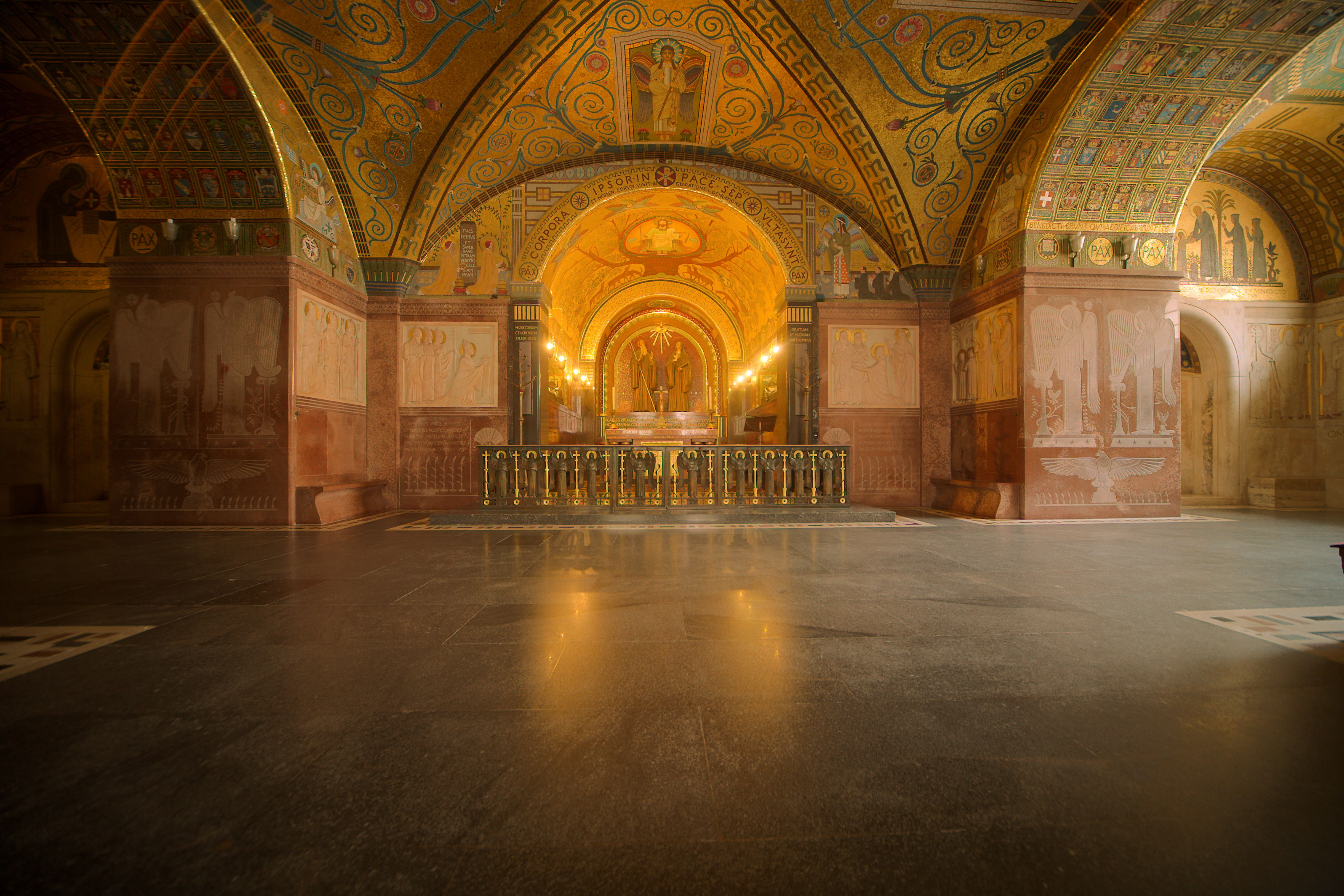
Cripta